# ニセモノ (玉置浩二のアルバム)
『ニセモノ』は、日本のシンガーソングライターである玉置浩二の8枚目のオリジナル・アルバムである。
2000年4月26日にファンハウスからリリースされた。オリジナル・アルバムとしては前作『GRAND LOVE』（1998年）より約2年振り、その他の作品を含めるとセルフカバー・アルバム『ワインレッドの心』（1999年）より1年2ヶ月振りとなる作品である。ほぼ全ての作詞および作曲を玉置が行い、一部の曲で作詞を須藤晃が担当、プロデューサーは玉置と須藤が担当している。
レコーディングは軽井沢にあるウッドストックスタジオにて行われた。前作に続きほぼ全ての楽器を玉置が単独で演奏し、キーボディストの安藤さと子と安全地帯のギタリストである矢萩渉が参加している。音楽性としては歌唱力に焦点を置いた落ち着いた雰囲気の「大人のロック」を体現した作品となっている。
本作は元々安全地帯の新作として作業が進められており、武沢を除く3人のメンバーがレコーディングに参加していたが、作業終了後に玉置が全ての演奏の取り直しを行い、結果的には玉置のソロ作品としてリリースされ、それ故にタイトルは「ニセモノ」となった。この一件が影響し安全地帯メンバーとの関係は険悪となり、2002年の安全地帯の活動再開までメンバー間に軋轢を残す結果となった。
本作からは先行シングルとしてテレビ朝日系テレビドラマ『はみだし刑事情熱系PARTIV』の主題歌として使用された「虹色だった」やノンタイアップとなった「aibo」がシングルカットされた。本作はオリコンアルバムチャートにおいて最高位第19位となった。

## 背景、録音
セルフカバー・アルバム『ワインレッドの心』（1999年）リリース後、玉置は「Ballad Night」と題したコンサートツアーを5月19日の大阪城ホール公演から9月14日の旭川市民文化会館公演まで5都市7公演を実施した。同ツアーには安全地帯のメンバーである矢萩渉、田中裕二、六土開正の3名が参加した。また前年には行わなかった俳優業も行っており、6月8日放送のフジテレビ系テレビドラマ『古畑任三郎』（1994年 - 2006年）の一話「追いつめられて」に出演した他、9月27日放送のフジテレビ系テレビドラマ『世にも奇妙な物語 秋の特別編』（1999年）の一話「マニュアル警察」に出演し、同番組への2度目の出演を果たした。同年12月12日に玉置は以前よりアルバム製作やコンサートツアーに同行していたキーボディストの安藤さと子と再婚し、3度目の結婚となった。披露宴などは行わず、結婚式は質素なものとなった。玉置はこの結婚によって精神的な落ち着きを取り戻し、より音楽活動に専念する事となった。
本作のレコーディングは軽井沢にあるウッドストックスタジオにて行われた。本作にはプロデューサーとして『JUNK LAND』（1997年）以来で須藤晃が参加しており、3年振りの共同プロデュース作品となった。前作『GRAND LOVE』では安藤との共同作業がメインであったが、本作において玉置は「毒をもって毒を制す」形の須藤との共同作業を優先した。同時期の玉置は「さっちゃんがいなかったら俺は沈没してます」と安藤に対して絶大な信頼を置いており、また「俺は須藤さんがやってくれるから安心してた」と須藤に対しても絶大な信頼を置いていた。一方で須藤は玉置の事を「猛獣みたいな人」と表現し、「彼のことは天才として尊敬してました」と述べている。

## リリース、ツアー
本作は2000年4月26日にBMGファンハウスからCDにてリリースされ、初回限定盤はスリーブケース仕様となっていた。本作からは先行シングルとして1999年11月3日にテレビ朝日系テレビドラマ『はみだし刑事情熱系PARTIV』の主題歌として使用された「虹色だった」、2000年3月23日にノンタイアップとなった「aibo」がそれぞれシングルカットされた。本作収録曲である「あの丘の向こうまで」は 日本テレビ系クイズ番組『第20回全国高等学校クイズ選手権』（2000年）のエンディングテーマとして使用され、「夢のようだね」はレオパレス21のコマーシャルソングとして使用された。
本作を受けてのコンサートツアー「Koji Tamaki CONCERT TOUR 2000 Super-T」は、同年5月7日の神奈川県立県民ホール公演から10月15日の旭川市大雪クリスタルホール公演まで23都市全26公演が行われた。また同ツアーでは安全地帯のギタリストである武沢豊が参加しており、安全地帯の活動休止以来の共演となった。武沢の参加は須藤が提案し、安全地帯の復活へのアシストをすると同時に須藤は玉置との共同作業から身を引く形となった。
本作は2018年8月15日にBlu-spec CD2および紙ジャケット仕様でソニー・ミュージックダイレクトのGT musicレーベルより再リリースされた。

## 批評、チャート成績
| 専門評論家によるレビュー | 専門評論家によるレビュー |
| レビュー・スコア         | レビュー・スコア         |
| 出典                     | 評価                     |
| ------------------------ | ------------------------ |
| CDジャーナル             | 肯定的                   |
| TOWER RECORDS ONLINE     | 肯定的                   |

本作の音楽性に関しては肯定的な意見が挙げられており、音楽情報サイト『CDジャーナル』では、本作の音楽性に関して「シンプルながらも練りに練り抜いたサウンド」であると指摘し、「臨場感のある声が魅力の“大人のロック・アルバム”」であると称賛した。音楽情報サイト『TOWER RECORDS ONLINE』では、軽井沢のスタジオで製作された事による環境面での影響が「創作にもたらしたプラス面が色濃く表れた作品」と指摘し、「シンプルながらもそのソングライティング力が十分に発揮されているサウンドと、臨場感ある歌声が余すことなく感じ取れる」と称賛した。
本作はオリコンアルバムチャートにおいて最高位第19位の登場週数5回となり、売上枚数は3.7万枚となった。本作の売り上げ枚数は玉置のアルバム売上ランキングにおいて第9位となっている。2022年に実施されたねとらぼ調査隊による玉置のアルバム人気ランキングでは第9位、2023年および2024年に実施された同ランキングでは共に第10位となった。

## 収録曲
- CDブックレットに記載されたクレジットを参照[23]。

| #         | タイトル               | 作詞             | 作曲      | 編曲      | 時間  |
| --------- | ---------------------- | ---------------- | --------- | --------- | ----- |
| 1.        | 「凡人」               | 玉置浩二         | 玉置浩二  | 玉置浩二  | 2:16  |
| 2.        | 「古今東西」           | 玉置浩二         | 玉置浩二  | 玉置浩二  | 3:56  |
| 3.        | 「ターンテーブル」     | 須藤晃           | 玉置浩二  | 玉置浩二  | 3:43  |
| 4.        | 「ジェスチャー」       | 玉置浩二、須藤晃 | 玉置浩二  | 玉置浩二  | 3:06  |
| 5.        | 「aibo」               | 玉置浩二         | 玉置浩二  | 玉置浩二  | 3:49  |
| 6.        | 「懺悔」               | 玉置浩二         | 玉置浩二  | 玉置浩二  | 3:52  |
| 7.        | 「常夜灯」             | 玉置浩二、須藤晃 | 玉置浩二  | 玉置浩二  | 4:00  |
| 8.        | 「淋しんぼう」         | 玉置浩二、須藤晃 | 玉置浩二  | 玉置浩二  | 4:13  |
| 9.        | 「御伽噺」             | 須藤晃           | 玉置浩二  | 玉置浩二  | 4:45  |
| 10.       | 「あの丘の向こうまで」 | 玉置浩二         | 玉置浩二  | 玉置浩二  | 3:51  |
| 11.       | 「夢のようだね」       | 玉置浩二         | 玉置浩二  | 玉置浩二  | 2:26  |
| 12.       | 「虹色だった」         | 玉置浩二、須藤晃 | 玉置浩二  | 玉置浩二  | 4:07  |
| 13.       | 「ニセモノ」           | 玉置浩二         | 玉置浩二  | 玉置浩二  | 4:01  |
| 合計時間: | 合計時間:              | 合計時間:        | 合計時間: | 合計時間: | 48:05 |

## スタッフ・クレジット
- CDブックレットに記載されたクレジットを参照[24]。

### 参加ミュージシャン
- 玉置浩二 – ボーカル、ギター、ベース、ドラムス、パーカッション
- 安藤さと子 – キーボード
- 矢萩渉 – ギター

### 録音スタッフ
- 玉置浩二 – プロデューサー、ミキシング・エンジニア
- 須藤晃 – プロデューサー
- 高松明治 – ミキシング・エンジニア、レコーディング・エンジニア
- 堀内寿哉 – マスタリング・エンジニア
- 古川ヒロシ – マーケティング・プランナー
- おおたひろし – セールス・プロモーション
- もりやましげる – セールス・プロモーション

### 美術スタッフ
- Angela.K – アートワーク、ペインティング

### 制作スタッフ
- 金子オフィス玉置プロジェクト – マネージメント・オフィス
- 金子洋明 – エグゼクティブ・プロデューサー
- 新田和長 – エグゼクティブ・プロデューサー
- 山本晃 (INDEX) – スペシャル・サンクス
- 川本みちえ (INDEX) – スペシャル・サンクス
- 田中裕二 – スペシャル・サンクス
- 六土開正 – スペシャル・サンクス
- カルロス菅野 – スペシャル・サンクス
- 長島道秀 – スペシャル・サンクス
- 永川タカシ – スペシャル・サンクス
- YAGIE’S FOOD & ISHIKAWA-SAN（ウッドストック軽井沢スタジオ） – スペシャル・サンクス

## チャート
| チャート         | 最高順位 | 登場週数 | 売上数  | 出典  |
| ---------------- | -------- | -------- | ------- | ----- |
| 日本（オリコン） | 19位     | 5回      | 3.7万枚 | [ 2 ] |

## リリース日一覧
| No. | リリース日    | レーベル                                 | 規格         | カタログ番号 | 備考                           | 出典          |
| --- | ------------- | ---------------------------------------- | ------------ | ------------ | ------------------------------ | ------------- |
| 1   | 2000年4月26日 | BMGファンハウス                          | CD           | FHCF-2492    | 初回限定盤はスリーブケース仕様 | [ 17 ] [ 18 ] |
| 2   | 2018年8月15日 | ソニー・ミュージックダイレクト／GT music | BSCD2        | MHCL-30526   | 紙ジャケット仕様               | [ 25 ] [ 26 ] |
| 3   | 2018年8月15日 | ソニー・ミュージックダイレクト           | AAC-LC       | -            | デジタル・ダウンロード         | [ 27 ]        |
| 4   | 2018年8月15日 | ソニー・ミュージックダイレクト           | ロスレスFLAC | -            | デジタル・ダウンロード         | [ 28 ]        |